# Xatcobeo
Xatcobeo, connu à l'origine sous le nom de Dieste, est le premier satellite artificiel galicien développé par Agrupación Estratéxica Aeroespacial (Groupe stratégique de l'aérospatiale) de l'Université de Vigo (actuellement Alén Space) en collaboration avec l'Institut national de technique aérospatiale et le soutien de la société publique galicienne Retegal. 

## Historique
Le projet a été présenté à l'Agence spatiale européenne pour incorporation dans le vol inaugural de la fusée Vega depuis le Centre spatial guyanais, le 13 février 2012. Une durée de vie utile comprise entre 6 et 12 mois était prévue pour un coût d'environ 1 200 000 €, financé à 50% par le ministère des Sciences et de la Recherche, à 25% par Retegal et à 25% par l'Université de Vigo et l'INTA,.
Le satellite s'est désintégré lorsqu'il est entré dans l'atmosphère le 31 août 2014 à 14 h, heure espagnole au-dessus de l'Australie, alors qu'il était en contact avec l'atmosphère après plus de 2 ans d'activité.
Sa structure était un CubeSat 1U, embarquant trois charges utiles différentes à bord : une radio reconfigurable via un logiciel, un système de mesure des niveaux de rayonnements ionisants et un système de déploiement de panneaux solaires. Son objectif était de mener des recherches en communications et en énergie photovoltaïque pour les satellites.